# معماری شادمانی
معماری شادمانی (انگلیسی: The Architecture of Happiness) کتابی از آلن دو باتن است که دربارهٔ اهمیت زیبایی بحث می‌کند. این کتاب توسط انتشاران پانتئون به چاپ رسید. دو باتن کتاب را تحت تأثیر شعار استاندال که: «زیبایی شرط شادمانی است» نوشته‌است.
- آلن دو باتن نویسنده، فیلسوف است در کتابهایش با نگاهی فلسفی به زندگی روزمره انسان ها پرداخته و موضوعات متفاوتی را با تاکید بر این موضوع مورد بررسی قرار داده است، درواقع پیوندی میان فلسفه و مردم ایجاد کرده است.